# Rhyacophila hayachiensis
Rhyacophila hayachiensis är en nattsländeart som beskrevs av Kobayashi 1976. Rhyacophila hayachiensis ingår i släktet Rhyacophila och familjen rovnattsländor. Inga underarter finns listade i Catalogue of Life.